# Liste der Stolpersteine in Ede

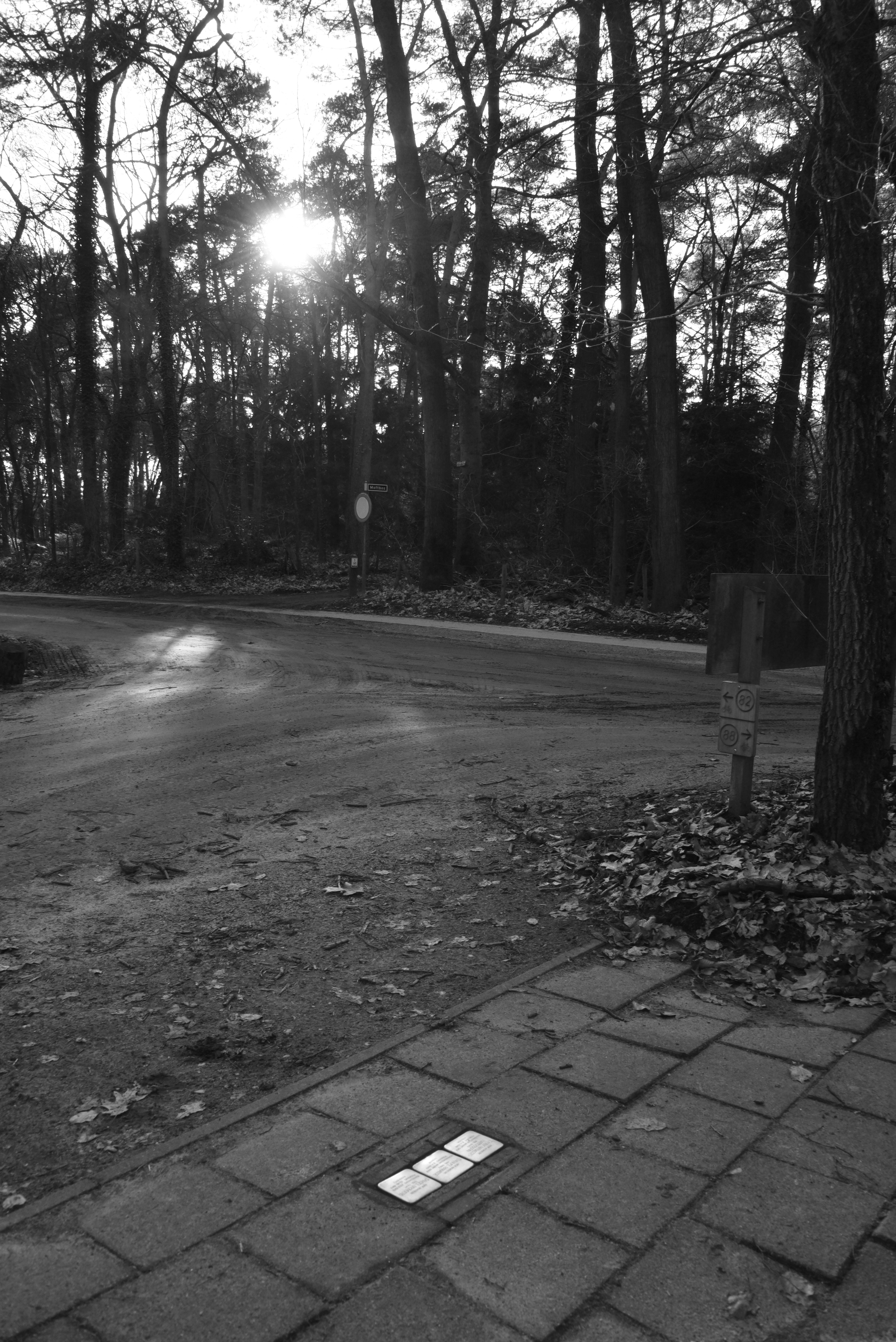
Stolpersteine am Bosbeekweg

Die Liste der Stolpersteine in Ede umfasst die Stolpersteine, die vom deutschen Künstler Gunter Demnig in  Ede in der niederländischen Provinz Gelderland verlegt wurden. Stolpersteine sind Opfern des Nationalsozialismus gewidmet, all jenen, die vom NS-Regime deportiert, ermordet, in die Emigration oder in den Suizid getrieben wurden. Demnig verlegt für jedes Opfer einen eigenen Stein, im Regelfall vor dem letzten selbst gewählten Wohnsitz.
Die erste Verlegung in dieser Gemeinde erfolgte am 11. August 2017 in Bennekom.

## Verlegte Stolpersteine

### Bennekom
Im Dorf Bennekom, Teil der Gemeinde Ede, wurden 24 Stolpersteine an acht Adressen verlegt.
| Stolperstein | Übersetzung                                                                                                | Verlegeort            | Name, Leben                                  |
| ------------ | --- | --------------------- | -------------------------------------------- |
|              | HIER VERSTECKTE SICH BERNARD BOUMAN GEBOREN 1921 VERHAFTET 2.4.1943 ERMORDET 16.4.1943 SOBIBOR             | Bovenweg 25           | Bernard Bouman (1921–1943)                   |
|              | HIER VERSTECKTE SICH FRANCISCA BOUMAN-GLASER GEBOREN 1889 VERHAFTET 2.4.1943 ERMORDET 16.4.1943 SOBIBOR    | Bovenweg 25           | Francisca Bouman-Glaser (1889–1943)          |
|              | HIER VERSTECKTE SICH SAMUEL BROMBERG GEBOREN 1891 VERHAFTET JULI 1943 ERMORDET 22.10.1943 AUSCHWITZ        | Bosbeekweg 19–21      | Samuel Bromberg, genannt Sal (1891–1943)     |
|              | HIER WOHNTE GÜNTHER FRANKENTHAL GEB. 1929 INTERNIERT 1943 WESTERBORK ERMORDET 28.2.1945 AUSCHWITZ          | Commandeursweg 29     | Günther Frankenthal (1929–1945)              |
|              | HIER WOHNTE LUDWIG FRANKENTHAL GEB. 1885 INTERNIERT 1943 WESTERBORK ERMORDET 14.10.1944 AUSCHWITZ          | Commandeursweg 29     | Ludwig Frankenthal (1885–1944)               |
|              | HIER WOHNTE WOLFGANG FRANKENTHAL GEB. 1931 INTERNIERT 1943 WESTERBORK ERMORDET 14.10.1944 AUSCHWITZ        | Commandeursweg 29     | Wolfgang Frankenthal (1931–1944)             |
|              | HIER WOHNTE ILSE FRANKENTHAL- HINRICHSEN GEB. 1904 INTERNIERT 1943 WESTERBORK DEPORTEERD SALZWEDEL BEFREIT | Commandeursweg 29     | Ilse Frankenthal-Hinrichsen (1904–1987)      |
|              | HIER VERSTECKTE SICH WILHELMINA FRENK-LABZOWSKI GEB. 1897 VERHAFTET 4.9.1943 ERMORDET 24.9.1943 AUSCHWITZ  | Algemeer 32           | Wilhelmina Frenk-Labzowski (1897–1943)       |
|              | HIER VERSTECKTE SICH HENRI GANS GEB. 1923 VERHAFTET NOV. 1943 ERMORDET 31.5.1944 AUSCHWITZ                 | Schoolstraat 40       | Henri Gans (1923–1944)                       |
|              | HIER VERSTECKTE SICH SALOMON GANS GEB. 1921 VERHAFTET NOV. 1943 ERMORDET 31.5.1944 AUSCHWITZ               | Schoolstraat 40       | Salomon Gans (1921–1944)                     |
|              | HIER VERSTECKTE SICH FRITZ KAHN GEB. 1905 VERHAFTET 2.4.1943 ERMORDET 16.4.1943 SOBIBOR                    | Bovenweg 25           | Fritz Kahn (1905–1943)                       |
|              | HIER VERSTECKTE SICH JETTE KAHN- FREUDENBERGER GEB. 1872 VERHAFTET 2.4.1943 ERMORDET 16.4.1943 SOBIBOR     | Bovenweg 25           | Jette Kahn-Freudenberger (1872–1943)         |
|              | HIER VERSTECKTE SICH ERNST LUCAS GEBOREN 1901 VERHAFTET 16.3.1943 ERMORDET 16.7.1943 SOBIBOR               | Alexanderweg 44       | Ernst Lucas (1901–1943)                      |
|              | ROBERT LUCAS GEBOREN 1938 VERHAFTET 15.3.1943 ERMORDET 16.7.1943 SOBIBOR                                   | Alexanderweg 44       | Robert Lucas (1938–1943)                     |
|              | HIER VERSTECKTE SICH NATHALIE LUCAS-INTRATOR GEBOREN 1907 VERHAFTET 16.3.1943 ERMORDET 16.7.1943 SOBIBOR   | Alexanderweg 44       | Nathalie Lucas-Intrator (1907–1943)          |
|              | HIER VERSTECKTE SICH EMANUEL MANASSE GEBOREN 1882 VERHAFTET MÄRZ 1943 ERMORDET 9.4.1943 SOBIBOR            | Bosbeekweg 19–21      | Emanuel Manasse, genannt Maantje (1882–1943) |
|              | HIER VERSTECKTE SICH FANNY MANASSE- HARTOGSOHN GEBOREN 1885 VERHAFTET MÄRZ 1943 ERMORDET 9.4.1943 SOBIBOR  | Bosbeekweg 19–21      | Fanny Manasse-Hartogsohn (1885–1943)         |
|              | HIER VERSTECKTE SICH SALOMON MICHEELS GEB. 1877 VERHAFTET 4.9.1943 ERMORDET 30.9.1943 AUSCHWITZ            | Algemeer 32           | Salomon Micheels (1877–1943)                 |
|              | HIER WOHNTE MAX PAGELSOHN GEB. 1884 INTERNIERT 1943 WESTERBORK ERMORDET 23.4.1943 SOBIBOR                  | Prins Bernhardlaan 28 | Max Pagelsohn (1884–1943)                    |
|              | HIER WOHNTE TONI PAGELSOHN- PROSKAUER GEB. 1888 INTERNIERT 1943 WESTERBORK ERMORDET 23.4.1943 SOBIBOR      | Prins Bernhardlaan 28 | Toni Pagelsohn-Proskauer (1888–1943)         |
|              | HIER VERSTECKTE SICH HANS NICO RIPPE GEB. 1926 VERHAFTET 8.6.1943 ERMORDET 2.7.1943 SOBIBOR                | Lindelaan 16          | Hans Nico Rippe (1926–1943)                  |
|              | HIER VERSTECKTE SICH HESSEL RIPPE GEB. 1894 VERHAFTET 8.6.1943 ERMORDET 2.7.1943 SOBIBOR                   | Lindelaan 16          | Hessel Rippe (1894–1943)                     |
|              | LION RIPPE GEB. 1923 VERHAFTET 23.6.1943 ERMORDET 16.7.1943 SOBIBOR                                        | Lindelaan 16          | Lion Rippe (1923–1943)                       |
|              | HIER VERSTECKTE SICH JEANETTE RIPPE-LEVISON GEB. 1900 VERHAFTET 8.6.1943 ERMORDET 2.7.1943 SOBIBOR         | Lindelaan 16          | Jeanette Rippe-Levison (1900–1943)           |

### Otterlo
Im Dorf Otterlo, Teil der Gemeinde Ede, wurden neun Stolpersteine an drei Adressen verlegt.
| Stolperstein | Übersetzung | Verlegeort               | Name, Leben                             |
| ------------ | ----------- | ------------------------ | --------------------------------------- |
|              |             | Arnhemseweg 90 Otterlo   | Ernst-Ludwig Hugo Meijer (1917–1943)    |
|              |             | Arnhemseweg 4 Otterlo    | Joseph Rosenberg (1908–1945)            |
|              |             | Arnhemseweg 4 Otterlo    | Jennij Rosenberg-van Bienen (1873–1944) |
|              |             | Arnhemseweg 4 Otterlo    | Sophie Rosenberg-Hendler (1907–1991)    |
|              |             | Hoenderloseweg 6 Otterlo | Edgar van Veen (1929–1944)              |
|              |             | Hoenderloseweg 6 Otterlo | Max van Veen (1902–1992)                |
|              |             | Hoenderloseweg 6 Otterlo | Max van Veen (1902–1992)                |
|              |             | Hoenderloseweg 6 Otterlo | Onno van Veen (1932–1986)               |
|              |             | Hoenderloseweg 6 Otterlo | Sandra Joyce van Veen (1939–1944)       |
|              |             | Hoenderloseweg 6 Otterlo | Alice Erika van Veen-Kahn (1904–1944)   |

## Verlegedaten
- 11. August 2017: Aagmeer 32, Alexanderweg 44, Bovenweg 23, Commandeursweg 29, Lindelaan 16, Prins Bernhardlaan 28, Schoolstraat 40
- 27. September 2017: Bosbeekweg 19–21